# RS-423
RS-423 – standard telekomunikacyjny transmisji szeregowej. Jest to dwukierunkowy interfejs komunikacyjny do łączności pomiędzy dokładnie dwoma użytkownikami.
Standard RS423 określa również jednokierunkowy interfejs pomiędzy jednym nadajnikiem a wieloma odbiornikami. Przykładem może być pojedynczy komputer, za pomocą którego dokonywane są zmiany na kilku obsługiwanych przez niego terminalach. W standardzie tym stosuje się niesymetryczny nadajnik oraz symetryczny (różnicowy odbiornik). Zastosowanie różnicowego odbiornika pozwala na zmniejszenie przesłuchów pomiędzy liniami i napięcia wspólnego między masą nadajnika a odbiornika. Wadą interfejsu RS-423 jest konieczność stosowania przewodu powrotnego dla każdego kierunku transmisji – aby usunąć ten problem wprowadzono standard RS-422.
Interfejs RS-423 jest bardzo podobny do RS-422. W przeciwieństwie do RS-422 interfejs RS-423 jest typowym interfejsem pomiędzy jednym urządzeniem końcowym (Data Terminal Equipment) a jednym urządzeniem komunikacyjnym (Data Communications Equipment). Końcówka DB25 jest czasami używana zamiast typowej DB37, jednakże DB37 jest nadal stosowana. Podobnie jest przy RS422 wszystkie sygnały używają obu linii A i B w parach, ale wszystkie linie B w RS-423 są uziemione. RS-423 jest raczej niesymetrycznym sygnałem, natomiast RS-422 jest sygnałem zbalansowanym. Sygnały interfejsu RS-423 są zazwyczaj synchroniczne, ale zdarzają się asynchroniczne, które występują w przypadku zastosowania złączy MMJ, RJ, DB9, DB15.
RS423 działa poprawnie na dystansie do ok. 1220 metrów (4000 stóp), natomiast maksymalna prędkość przesyłania danych jest ograniczona do 100kb/s dla maksymalnie 10 odbiorców. Wartość napięcia zawarta w przedziale +3,6 do +6V jest interpretowana jako binarne 0, a w przedziale -3,6 do -6V jako binarna 1. Poziomy napięć zasilania są ustawione symetrycznie względem potencjału ziemi, tak aby ich suma dawała 0V. W związku z tym różnice między potencjałami ziemi w różnych miejscach będą często powodowały problem z napięciem, co będzie przyczyną rozbieżnych wartości przesyłanych danych.
RS423 jest seryjnym binarnym standardem przesyłu pomiędzy urządzeniem końcowym (DTE) a urządzeniem komunikacyjnym (DCE). Ten interfejs jest używany do przesyłu danych z prędkością od 20 kb/s do 10 Mb/s. RS423 jest zazwyczaj budowany przy użyciu 25 lub 37 złączowych końcówek typu D („damskiego”). Występują w nim linie A oraz B do przesyłania sygnałów. Wszystkie linie B są podłączone do uziemienia.